# Plagiotremus ewaensis
Plagiotremus ewaensis és una espècie de peix de la família dels blènnids i de l'ordre dels perciformes.

## Morfologia
- Els mascles poden assolir 10,2 cm de longitud total.[4][5]

## Reproducció
És ovípar.

## Hàbitat
És un peix marí de clima tropical i associat als esculls de corall que viu entre 4-55 m de fondària.

## Distribució geogràfica
És un endemisme de les Illes Hawaii.